# 자이언트둥근잎박쥐
자이언트둥근잎박쥐(Hipposideros gigas)는 잎코박쥐과에 속하는 박쥐의 일종이다. 앙골라와 베넹, 부르키나 파소, 카메룬, 중앙아프리카공화국, 콩고, 콩고민주공화국, 코트디부아르, 적도기니, 가봉, 가나, 기니, 기니비사우, 케냐, 말리, 나이지리아, 세네갈, 시에라리온, 탄자니아, 토고에서 발견된다. 자연 서식지는 아열대 또는 열대 기후 지역의 습윤 저지대 숲과 동굴이다. 이전에는 마다가스카르섬에 제한적으로 분포하는 코머슨둥근잎박쥐의 일부로 간주되었지만, 현재는 별도의 종으로 분류하고 있다. 서식지 감소로 위협을 받고 있다.